# Louis Guss
Louis Guss (New York, 4 gennaio 1918 – New York, 29 settembre 2008) è stato un attore caratterista statunitense.

## Biografia
Ebbe al suo attivo una lunga serie di titoli, essendo apparso in centinaia di serie televisive, lungometraggi e produzioni teatrali. Specializzato in ruoli etnici e popolari. Alcune delle sue interpretazioni più note sono Don Zaluchi ne Il padrino, Joseph Magliocco in Crazy Joe, Raymond Capomaggi in Stregata dalla luna, Nathan Grodner in The Yards e Jerry "the Hammer" Fungo in I soliti amici.
Interpretò il suo ultimo ruolo in Prova a incastrarmi - Find Me Guilty di Sidney Lumet nel 2006.

## Filmografia parziale

### Cinema
- Strano incontro (Love with the Proper Stranger), regia di Robert Mulligan (1963) - non accreditato
- Il padrino (The Godfather), regia di Francis Ford Coppola (1972) - non accreditato
- L'ispettore Martin ha teso la trappola (The Laughing Policeman), regia di Stuart Rosenberg (1973)
- Crazy Joe, regia di Carlo Lizzani (1974)
- 2 supercolt a Brooklyn (The Super Cops), regia di Gordon Parks (1974) - non accreditato
- Harry e Tonto (Harry and Tonto), regia di Paul Mazursky (1974)
- Big Boss (Lepke), regia di Menahem Golan (1975)
- In tre sul Lucky Lady (Lucky Lady), regia di Stanley Donen (1975)
- La gang della spider rossa (No Deposit, No Return), regia di Norman Tokar (1976)
- Vecchia America (Nickelodeon), regia di Peter Bogdanovich (1976)
- Non rubare... se non è strettamente necessario (Fun with Dick and Jane), regia di Ted Kotcheff (1977)
- New York, New York, regia di Martin Scorsese (1977)
- H.O.T.S., regia di Gerald Seth Sindell (1979)
- Io, Willie e Phil (Willie & Phil), regia di Paul Mazursky (1980)
- La strada della coca (Sno-Line), regia di Douglas F. O'Neons (1985)
- Highlander - L'ultimo immortale (Highlander), regia di Russell Mulcahy (1986)
- Seize the Day, regia di Fielder Cook (1986)
- Vasectomy: A Delicate Matter, regia di Robert Burge (1986)
- Stregata dalla luna (Moonstruck), regia di Norman Jewison (1987)
- American Blue Note, regia di Ralph Toporoff (1989)
- Schiavi di New York (Slaves of New York), regia di James Ivory (1989)
- La vedova americana (Used People), regia di Beeban Kidron (1992)
- Il club delle vedove (The Cemetery Club), regia di Bill Duke (1993)
- Prove apparenti (Night Falls on Manhattan), regia di Sidney Lumet (1996)
- A Wake in Providence, regia di Rosario Roveto Jr. (1999)
- Two Family House, regia di Raymond De Felitta (2000)
- Girlfight, regia di Karyn Kusama (2000)
- The Yards, regia di James Gray (2000)
- Pedestrian, regia di Jason Kartalian (2000)
- I soliti amici (The Crew), regia di Michael Dinner (2000)
- A Tale of Two Pizzas, regia di Vincent Sassone (2003)
- Prova a incastrarmi - Find Me Guilty (Find Me Guilty), regia di Sidney Lumet (2006)

### Televisione
- Una donna poliziotto (Decoy) – serie TV, episodi 1x24-1x36 (1958)
- The Outsider – serie TV, episodio 1x07 (1968)
- Un salto nel buio (Tales from the Darkside) – serie TV, episodio 2x19 (1986)

## Doppiatori italiani
Nelle versioni in italiano delle opere in cui ha recitato, Louis Guss è stato doppiato da:
- Alessandro Sperlì in Charlie's Angels
- Valerio Ruggeri in CHiPs
- Gigi Angelillo in Stregata dalla Luna
- Claudio Fattoretto in La vedova americana
- Gianni Bonagura ne Il club delle vedove
- Gino Pagnani in La tata